# Richard Herding

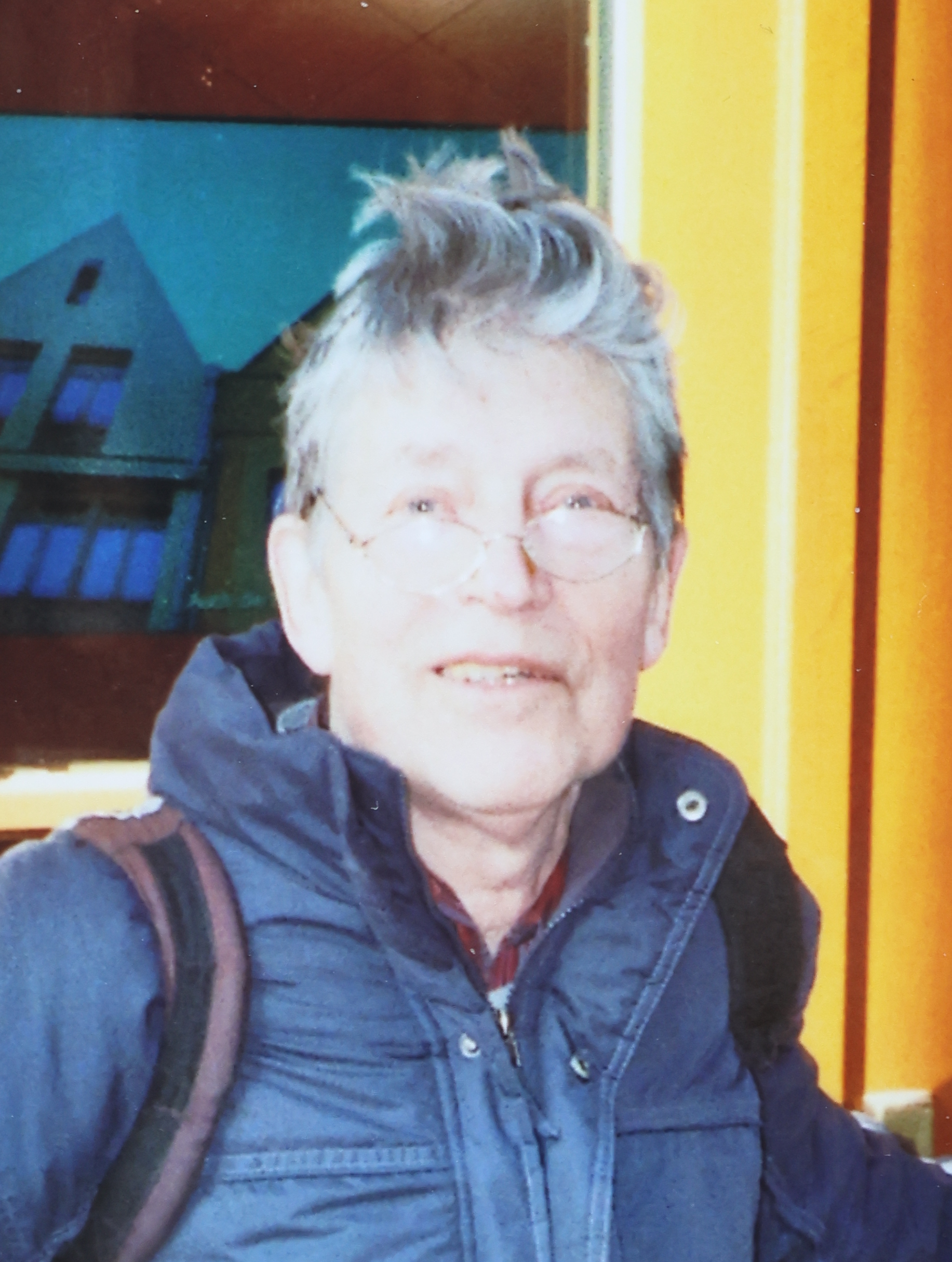
Richard Herding (2023)

Richard Herding (geboren am 7. März 1942 in München) ist ein deutscher Soziologe, Publizist, Verleger und war Mitherausgeber des ID – Informations-Dienst zur Verbreitung unterbliebener Nachrichten.

## Werdegang
Richard Herding ist der zweitälteste Sohn des Historikers Otto Herding (1911–2001) und jüngerer Bruder des Kunsthistorikers Klaus Herding (1939–2018). Richard Herding wuchs in Tübingen auf. Nach dem Abitur studierte er ab dem Sommersemester 1961 in Frankfurt am Main am Institut für Sozialforschung bei Theodor W. Adorno Soziologie und wurde 1969 bei Helge Pross promoviert. Für seine Promotion bekam er ein Stipendium, das ihm einen Studienaufenthalt am Berkeley-College in Kalifornien ermöglichte.

## Informations-Dienst für unterbliebene Nachrichten
„Aber unterbliebene Nachrichten bedeuten für uns nicht nur unterdrückte Nachrichten, sondern auch Nachrichten, denen die bürgerliche Presse keine Beachtung schenkt, weil sie deren Bedeutung nicht erkennt.“ (Eigenwerbung des ID) Der ID, eine legendäre Institution der Links-Alternativen, bestand von 1973 bis 1981, wurde bundesweit vertrieben und brachte es auf 371 wöchentliche Ausgaben. Danach wurde er wegen knapper finanzieller und personeller Ressourcen eingestellt und nur noch das Archiv von Richard Herding weitergeführt. Aber auch mit Selbstausbeutung und dem Zuschießen eigener Geldmittel war das ID-Archiv weit davon entfernt, rentabel zu sein. 1988 blieb den Frankfurtern nichts anderes übrig, als ihre Archivschätze im Austausch gegen finanzielle Unterstützung – zur Schuldenbegleichung und gelegentlichen Projektunterstützung – an das Internationale Institut für Sozialgeschichte (IISG) in Amsterdam zu transferieren. Was für das ID-Archiv ein ökonomisches Desaster gewesen war, stellte sich sammlungstechnisch als ertragreich heraus, denn es wurden „Tonnen“ von Aktenordnern, Zeitschriften, Broschüren, Flugblättern und Büchern an das IISG übergeben, das dadurch seinen Bestand über die Geschichte der neuen sozialen Bewegungen in Deutschland substantiell erweitern konnte.
Der ID selbst wurde bis mindestens November 2022 als Blog (Blog zum Informationsdienst: für kritische Medienpraxis) weitergeführt.
Von 1976 bis 1981 gehörte Herding zum Redaktionskollektiv des ID. Offiziell wurde er am 7. März 2007 als langjähriger hauptamtlicher Mitarbeiter und Koordinator in den Ruhestand verabschiedet. Zwischendurch war Herding immer wieder in den USA, Japan und Australien als Dozent tätig.

## Familie
Richard Herding lebt seit 1993 in Berlin-Charlottenburg. Seit 2010 ist er mit seiner langjährigen Lebensgefährtin Brigitte Heimannsberg verheiratet. Er hat eine verheiratete Tochter und eine Enkelin, die in Bayern leben.

## Trivia
Ein Projekt von Herding gilt es noch zu realisieren: Zusammen mit Dieter Bott, mit dem er in den 1990er Jahren in Frankfurt in einer Wohngemeinschaft gewohnt hat, möchte er in die USA reisen, am liebsten mit einer Schiffspassage, um die Wirkungsstätten der Emigranten der Frankfurter Schule in Kalifornien und New York zu besuchen: Die Ideen der Frankfurter Schule in die Tat umzusetzen, war nicht nur das Lebensmotto von Bott und Herding, sondern einer ganzen Generation.

## Schriften
- Richard Herding: Mitbestimmungsrechte der amerikanischen Arbeitnehmer. Arbeitsheft 219 der IG Metall, Eigenverlag, Frankfurt 1969
- Richard Herding: Industrielle Demokratie in Großbritannien. Arbeitsheft der IG Metall, Eigenverlag, Frankfurt 1969
- Richard G. Herding: Job Control and Union Structure (Economic Series V 10); Verlag Ashgate Pub Co. 1971, ISBN 90-237-2232-9.
- Rainer Deppe, Richard Herding, Dietrich Hoß: Sozialdemokratie und Klassenkonflikte. Metallarbeiterstreik – Betriebskonflikt – Mieterkampf. Verlag Campus, Frankfurt am Main 1978, ISBN 3-593-32308-7.
- Richard Herding, Berndt Kirchlechner: Lohnarbeiterinteressen: Homogenität und Fraktionierung. Forschungsbericht des Instituts für Sozialforschung. Verlag Campus, Frankfurt am Main 1979, ISBN 3-593-32627-2.
- Richard Herding: Kontrolle am Arbeitsplatz, Kapitalistische Arbeitsorganisation und Gewerkschaften in den USA. Verlag Druckladen, Frankfurt am Main 1980, ISBN 3-922415-02-4.
- Richard Herding; 12 Artikel in der taz von 1989 bis 2007 (taz-Archiv online. Abgerufen am 1. Juli 2025)